# Ryota Sakurai
Ryota Sakurai (桜井良太, Sakurai Ryota), né le 13 mars 1983, à Kuwana, au Japon, est un joueur japonais de basket-ball. Il évolue au poste d'arrière. 